# Difenyldisulfid
Difenyldisulfid je organická sloučenina se vzorcem (C6H5S)2, zkráceně Ph2S2. Jedná se o jeden z nejčastěji synteticky využívaných organických disulfidů. Zápach spojovaný s touto sloučeninou způsobuje příměs thiofenolu.

## Příprava a struktura
Difenyldisulfid se obvykle vyrábí oxidací thiofenolu:
2 PhSH + I2 → Ph2S2 + 2 HI
Jako oxidační činidlo lze také použít peroxid vodíku. V laboratoři se Ph2S2 připravuje zřídka, protože je snadno dostupný a prekurzor zapáchá.
Podobně jako u většiny organických disulfidů není C–S–S–C jádro Ph2S2 rovinné; diedrální úhel činí přibližně 85°.

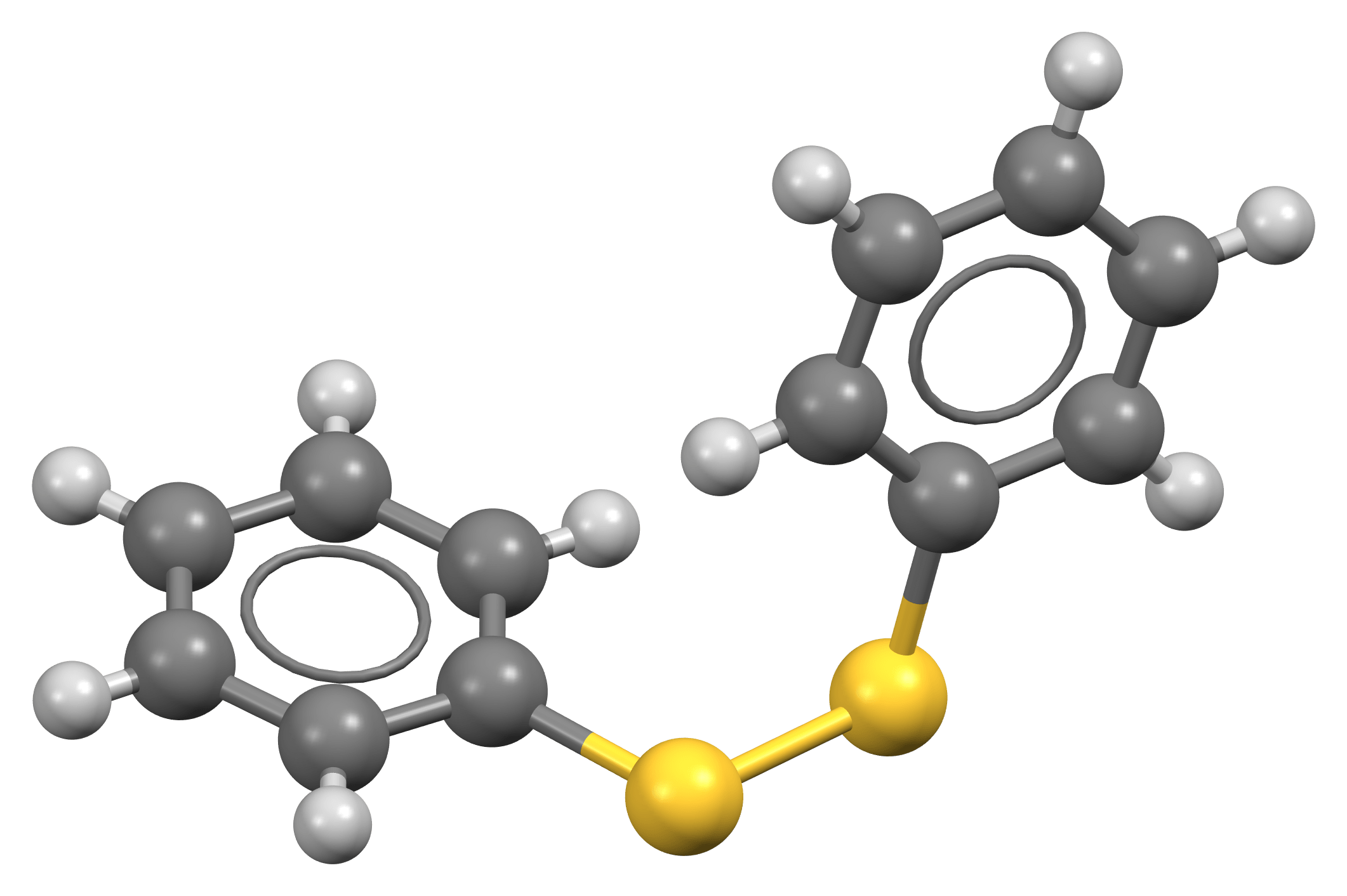
Model molekuly difenyldisulfidu

## Reakce
Ph2S2 se používá v organické syntéze jako zdroj skupin PhS.
Karbonylové sloučeniny obsahující skupiny PhS se obvykle vytváří z enolátových meziproduktů:
RC(O)CHLiR' + Ph2S2 → RC(O)CH(SPh)R' + LiSPh

### Redukce
Ph2S2 lze, podobně jako jiné disulfidy, zredukovat:
Ph2S2 + 2 M → 2 MSPh (M = Li, Na, K)
Kromě kovů je možné jako redukční činidla použít také hydridy, jako jsou borohydrid sodný a triethylborohydrid lithný.
Soli PhSM jsou zdroji silného nukleofilu PhS−. Většina alkylhalogenidů, RX (X = halogen) přeměňuje disulfidy na thioethery, typu RSPh. Obdobně protonacemi MSPh vzniká thiofenol:
PhSM + HCl → HSPh + MCl

### Halogenace
Ph2S2 reaguje s chlorem za vzniku fenylsulfenylchloridu (PhSCl). S fluoridem xenonatým vytváří Ph2S2 pentafluorsulfanylbenzen.

### Katalyzátor fotoizomerizací alkenů
Ph2S2 katalyzuje cis-trans izomerizace alkenů indukované ultrafialovým zářením.

### Oxidace
Oxidací Ph2S2 octanem olovičitým (Pb(OAc)4) v methanolu vzniká sulfinový ester PhS(O)OMe.